# San Sebastián de los Ballesteros
San Sebastián de los Ballesteros es un municipio español situado en la provincia de Córdoba, en la comunidad autónoma de Andalucía. El municipio se encuentra en la comarca de la Campiña Sur Cordobesa y pertenece al partido judicial de Montilla. En el año 2016 contaba con 811 habitantes. Su extensión superficial es de 11,84 km² y tiene una densidad de 68,5 hab/km².

## Símbolos
Escudo
El escudo heráldico municipal fue aprobado a través del Decreto 248/1995, de 10 de octubre, y publicado en el BOJA el 29 de noviembre de 1995. Su descripción es la siguiente:

Partido. Primero en campo de azul la cifra del Rey Carlos III (C III). Segundo, en campo de sinople una ballesta de plata mirando al jefe. Al timbre corona real cerrada.

Bandera
La bandera fue aprobada y publicada al mismo tiempo que el escudo y presenta la siguiente descripción:

Bandera rectangular, de proporción 2/3, de color blanco, en el centro va timbrado el escudo municipal.

## Geografía
San Sebastián de los Ballesteros limita con La Rambla, La Victoria y La Carlota.
| Noroeste: La Carlota | Norte: La Victoria | Noreste: La Rambla |
| Oeste: La Carlota    |                    | Este: La Rambla    |
| Suroeste La Rambla   | Sur: La Rambla     | Sureste: La Rambla |

## Historia
El municipio fue fundado bajo la dirección del ilustrado Pablo de Olavide con población centroeuropea a partir de 1767. La colonización, financiada por el Estado debido al interés del rey Carlos III, pretendía fomentar la agricultura y la industria en una zona despoblada y amenazada por el bandolerismo para aumentar la seguridad del Camino Real que unía Madrid con Cádiz. El municipio perteneció administrativamente a La Carlota, también fundado para la ocasión junto a otros más. El proyecto, elaborado por Pedro Rodríguez de Campomanes y encomendado a Pablo de Olavide, se denominó Nuevas Poblaciones de Andalucía y Sierra Morena.

## Patrimonio artístico y monumental
Molino del Rey
El molino del Rey, construido por los Jesuitas en la segunda década del siglo XVII, fue utilizado por éstos para la molturación de la aceituna hasta que en 1767 se produce la expulsión de los Jesuitas y la incautación de todos sus bienes por el Estado; ocurriendo simultáneamente la puesta en marcha de un plan colonizador de Carlos III sobre los terrenos despoblados en Sierra Morena y Andalucía. De esta forma, en San Sebastián de los Ballesteros se instalaron nuevos colonos continuando con las labores de cultivo de estos terrenos y utilizando el “Molino del Rey” para la molturación de la cosecha. En el siglo XX pertenece ya a propiedad privada continuando con la actividad hasta que en la década de los cincuenta quedó abandonado.
El Molino está constituido por dos naves rectangulares. Según se entra las dos naves se encuentran transversales, entrando a la izquierda nos encontramos el “solero” y “aljarfe” con dos rulos cónicos que en su día conduciría un animal de tiro. Conforman la edificación el torreón que sujeta la viga del Molino, el gran patio en forma de “L” u edificaciones auxiliares. El Complejo está catalogado como Bien de Interés Cultural por la Consejería de Cultura de la Junta de Andalucía y figura en el catálogo de cortijos, haciendas y lagares de la consejería de Obras Públicas de la Junta de Andalucía. Recientemente se ha llevado a cabo su rehabilitación.

Parroquia Inmaculada Concepción

Templo religioso originario del S. XVIII que tuvo que ser reedificado en 1956, pero que aún conserva imágenes devocionales en su interior del siglo XVIII. Formada por tres naves separadas por dos hileras de seis arcos con columnas de caliza de tono rosado. 

Ayuntamiento
Al lado de la parroquia se encuentra el Ayuntamiento de San Sebastián de los Ballesteros, también reedificado en los últimos años, pero con restos de lo que fue una antigua fachada de piedra y el escudo.

La Tahona
Se trata de un semisótano que debió servir de almacén de grano para los colonos de la localidad en tiempos de Carlos III y llama la atención por su bóveda por aproximación de hileras de ladrillo que arrancan desde el suelo. Más tarde ha sido la antigua panadería, donde se cocía el pan. Y en la actualidad se utiliza para la realización de diversas actividades culturales como teatros, cante flamenco, talleres etc.
Antigua Cárcel
Hoy en día es una peña flamenca llamada "la carcelera", pero en su origen (S. XVIII) era la cárcel de la localidad. Aún conserva una parte de su estructura original.
Estatua del Rey Carlos III
Estatua en mármoles polícromos inaugurada en 2021 en la plaza principal, en honor al Rey Carlos III de España quién mandó fundar la población en 1768.
Fuente de San Rafael
Se encuentra a la entrada del Pueblo, al comienzo de la calle Diputación. Fue construida en el año 1913.
Presenta un frontón en forma de columna, donde puede observarse una placa con la fecha de construcción, un solo caño vierte sus aguas a una pequeña pileta rectangular y esta por gravedad vierte a un pilar circular.

## Fiestas y tradiciones
- Día de San Sebastián. Esta fiesta se celebra el día 20 de enero; en ella se rinde honores a San Sebastián, patrón de la villa, con una duración de tres días, culminando su último día con la degustación de un plato típico del municipio como es el pavo con fideos, cuyos orígenes son procedentes de los antepasados centroeuropeos, elaborado con fideos realizados artesanalmente y que congrega a multitud de vecinos y foráneos.
- La Candelaria. Se celebra el día 2 de febrero, esta es una fiesta que se celebra también en otros municipios de la provincia de Córdoba, consiste en la prenda de hogueras en distintos lugares de la localidad.
- Carnaval. Tiene en el mes de febrero lugar el tradicional baile de la Piñata y concurso de disfraces que se celebra en el centro del municipio.
- Semana Santa. Entre los meses de marzo y abril en la agenda de este municipio viene la tradicional fiesta de Semana Santa que se celebra en otros puntos de España, esta, está marcada por los desfiles procesionales que comienzan el Miércoles Santo por la noche, con la salida del Santísimo Cristo Crucificado. El Jueves Santo, al caer la noche, tiene lugar la procesión de la Virgen de los Dolores y Señor del Huerto. Al mediodía del Viernes Santo comienza la procesión de Nuestro Padre Jesús Nazareno y la Virgen de los Dolores y la conocida como la procesión del silencio.
- Romería de San Isidro. Fiesta muy arraigada en el municipio que se celebra en la conocida popularmente como Alameda del Pozo de los Puercos, se celebra el día 15 de mayo y en ella se celebran concursos de carrozas, sevillanas y caballistas; continuando la fiesta hasta la madrugada con conciertos nocturnos.
- Feria de Santiago Apóstol. Comienzan el día de la celebración de la festividad de Santiago Apóstol y se tratan de 4 días de fiesta donde destacan actividades dirigidas tanto a niños, jóvenes y mayores. Entre ellas se encuentran con Pasacalles, Teatro, Festival Flamenco, homenaje a nuestros mayores y baile en la caseta municipal, siendo el núcleo urbano de esta localidad una verdadera fiesta.
- Verbena popular. Se celebra la segunda semana del mes de agosto, y destaca por sus bailes nocturnos con gran presencia de emigrantes que retornan a la localidad.

## Demografía
San Sebastián de los Ballesteros cuenta con una población de 854 habitantes (INE 2024).
| Gráfica de evolución demográfica de San Sebastián de los Ballesteros entre 1857 y 2021 |
| |
| Población de derecho según los censos de población del INE Población de hecho según los censos de población del INEEntre el censo de 1857 y el anterior, aparece este municipio porque se segrega del municipio Santaella |

En 1835, tras la derogación del Fuero de las Nuevas Poblaciones, se segregará de La Carlota.

## Economía

### Evolución de la deuda viva
El concepto de deuda viva contempla sólo las deudas con cajas y bancos relativas a créditos financieros, valores de renta fija y préstamos o créditos transferidos a terceros, excluyéndose, por tanto, la deuda comercial.

### Evolución de la deuda viva municipal
| Gráfica de evolución de Deuda viva del Ayuntamiento de San Sebastián de los Ballesteros entre 2008 y 2019                                |
| |
| Deuda viva del Ayuntamiento de San Sebastián de los Ballesteros en miles de Euros según datos del Ministerio de Hacienda y Ad. Públicas. |

La deuda viva municipal por habitante en 2014 ascendía a 248,35 €.